# Copa Mundial Femenina de Rugby de 2002
La Copa Mundial Femenina de Rugby de 2002 (2002 Women's Rugby World Cup en inglés) fue la cuarta edición de la Copa Mundial Femenina de Rugby. Se llevó a cabo en España entre el 13 de mayo de 2002 al 25 de mayo de ese mismo año.

## Desarrollo

### Grupo A
| Equipo        | PG | PE | PP | PF  | PC  |
| ------------- | -- | -- | -- | --- | --- |
| Nueva Zelanda | 2  | 0  | 0  | 153 | 3   |
| Australia     | 1  | 0  | 1  | 33  | 36  |
| Gales         | 1  | 0  | 1  | 77  | 30  |
| Alemania      | 0  | 0  | 2  | 0   | 194 |
| 13 de mayo | Alemania | 0 - 117 | Nueva Zelanda |  |  |

| 13 de mayo | Australia | 30 - 0 | Gales |  |  |

| 17 de mayo | Alemania | 0 - 77 | Gales |  |  |

| 18 de mayo | Australia | 3 - 36 | Nueva Zelanda |  |  |

### Grupo B
| Equipo         | PG | PE | PP | PF | PC  |
| -------------- | -- | -- | -- | -- | --- |
| Francia        | 2  | 0  | 0  | 52 | 21  |
| Estados Unidos | 1  | 0  | 1  | 96 | 21  |
| Kazajistán     | 1  | 0  | 1  | 49 | 41  |
| Países Bajos   | 0  | 0  | 2  | 10 | 124 |
| 13 de mayo | Estados Unidos | 87 - 0 | Países Bajos |  |  |

| 13 de mayo | Francia | 31 - 12 | Kazajistán |  |  |

| 17 de mayo | Países Bajos | 10 - 37 | Kazajistán |  |  |

| 18 de mayo | Francia | 21 - 9 | Estados Unidos |  |  |

### Grupo C
| Equipo     | PG | PE | PP | PF | PC |
| ---------- | -- | -- | -- | -- | -- |
| Inglaterra | 2  | 0  | 0  | 76 | 14 |
| España     | 1  | 0  | 1  | 67 | 13 |
| Italia     | 1  | 0  | 1  | 39 | 66 |
| Japón      | 0  | 0  | 2  | 3  | 92 |
| 13 de mayo | Inglaterra | 63 - 9 | Italia |  |  |

| 13 de mayo | España | 62 - 0 | Japón |  |  |

| 17 de mayo | Italia | 30 - 3 | Japón |  |  |

| 18 de mayo | España | 5 - 13 | Inglaterra |  |  |

### Grupo D
| Equipo  | PG | PE | PP | PF | PC |
| ------- | -- | -- | -- | -- | -- |
| Canadá  | 2  | 0  | 0  | 67 | 0  |
| Escocia | 1  | 0  | 1  | 13 | 14 |
| Samoa   | 1  | 0  | 1  | 25 | 13 |
| Irlanda | 0  | 0  | 2  | 0  | 79 |
| 13 de mayo | Irlanda | 0 - 57 | Canadá |  |  |

| 13 de mayo | Escocia | 13 - 3 | Samoa |  |  |

| 17 de mayo | Irlanda | 0 - 22 | Samoa |  |  |

| 18 de mayo | Canadá | 11 - 0 | Escocia |  |  |

## Fase final

### Semifinal 13° al 16° puesto
| 20 de mayo | Irlanda | 18 - 0 | Alemania |  |  |

| 20 de mayo | Japón | 37 - 3 | Países Bajos |  |  |

### Semifinal 9° al 12° puesto
| 20 de mayo | Gales | 35 - 3 | Italia |  |  |

| 20 de mayo | Samoa | 9 - 3 | Kazajistán |  |  |

### Semifinal 5° al 8° puesto
| 21 de mayo | Australia | 17 - 5 | Estados Unidos |  |  |

| 21 de mayo | España | 16 - 23 | Escocia |  |  |

### Semifinal Campeonato
| 21 de mayo | Nueva Zelanda | 30 - 0 | Francia |  |  |

| 21 de mayo | Canadá | 10 - 53 | Inglaterra |  |  |

### 15° puesto
| 24 de mayo | Países Bajos | 20 - 19 | Alemania |  |  |

### 13° puesto
| 24 de mayo | Irlanda | 23 - 3 | Japón |  |  |

### 11° puesto
| 24 de mayo | Kazajistán | 20 - 3 | Italia |  |  |

### 9° puesto
| 24 de mayo | Samoa | 17 - 14 | Gales |  |  |

### 7° puesto
| 25 de mayo | Estados Unidos | 23 - 5 | España |  |  |

### 5° puesto
| 25 de mayo | Australia | 30 - 0 | Escocia |  |  |

### 3° puesto
| 25 de mayo | Francia | 41 - 7 | Canadá |  |  |

### Final
| 25 de mayo | Nueva Zelanda | 19 - 9 | Inglaterra | Estadio Olímpico Lluís Companys, Barcelona, |  |

| Bandera de Nueva Zelanda |
| Campeón Nueva Zelanda    |
| Segundo título           |